# 麻辣女王2：美麗的要命
《麻辣女王2：美麗的要命》（英語：Miss Congeniality 2: Armed and Fabulous）是一部2005年上映的美国女性搭档動作喜劇電影，是2000年电影《特工佳丽》的续集，由约翰·帕斯昆执导，联合制片人马克·劳伦斯（Marc Lawrence）编剧，主演兼联合制片人珊卓·布拉克再次饰演主角。威廉·夏特纳、厄尼·哈德森和希瑟·伯恩斯（Heather Burns）也重演了他们在前作中的角色，另外加入了蕾吉娜·金、恩里克·莫西亞諾、狄爾里奇·巴德和崔特·威廉斯。
《麻辣女王2：美麗的要命》由华纳兄弟影业于2005年3月24日发行。影片在全球票房超过1.01亿美元，但受到影评人的负面评价。

## 劇情
在美国小姐選美活動任务结束几周后，联邦调查局探员格雷西·哈特在试图阻止银行抢劫时，由于她的新名声而被人认出，身份暴露。由于格雷西过于知名而无法继续从事外勤工作，她被迫在办公桌工作和担任联邦调查局代言人之间做出选择。在被男友兼同事埃里克·马修斯抛弃后，她接受了“联邦调查局新面孔”的职位。被分配与格雷西合作的是从芝加哥新调来的探员萨姆·富勒，她很难与他人合作。
在新造型师乔尔·迈尔斯的帮助下，格雷西开始接受她的新角色，开始参加电视节目，还出版了一本关于美国小姐行动的书。与此同时，选美冠军谢丽尔·弗雷泽和主持人斯坦·菲尔兹被卢和卡尔·斯蒂尔兄弟绑架，并被要求支付赎金。格雷西被派往绑架案发生地拉斯维加斯举行新闻发布会。她的随行人员有乔尔和不情愿充当格雷西保镖的萨姆。在拉斯维加斯，格雷西不顾局长沃尔特·柯林斯的意愿，开始独自调查绑架案。她发现谢丽尔和斯坦的豪华轿车司机被一个桃莉·巴頓模仿者收买，为绑匪提供了行动的机会。格雷西误以为抓住了模仿者，但实际上是桃莉·巴頓本人。这一事件引起了大量媒体关注，柯林斯愤怒之下下令将格雷西和萨姆调回纽约。
在机场审查监控录像时，格雷西意识到绑匪的目标并非谢丽尔，而是斯坦。在拉斯维加斯探员杰夫·福尔曼的帮助下，格雷西、萨姆和乔尔返回拉斯维加斯。四人潜入斯坦母亲居住的养老院，得知斯坦有赌博成瘾问题，暗示他因债务被高利贷债主绑架。杰夫在联邦调查局数据库中搜索可能的嫌疑人，但被柯林斯抓住，柯林斯再次下令将格雷西、萨姆和乔尔调回纽约。在离开联邦调查局之前，格雷西看到了绑匪发来的谢丽尔的赎金影片。
在机场，格雷西和萨姆发生争执，萨姆揭示了所谓的“真实的格雷西·哈特”，而不是她已经成为的媒体形象。两人和乔尔、杰夫再次逃离联邦调查局的控制，前往奥西里斯變裝俱乐部，唯一的桃莉·巴頓模仿者就在那里表演。萨姆模仿蒂娜·特纳，而格雷西和乔尔则装扮成表演女郎，格雷西和萨姆表演了《骄傲的玛丽》（Proud Mary），从而获得了进入俱乐部更衣室的机会。桃莉·巴頓模仿者告诉他们，他曾在金銀島与卡尔·斯蒂尔共事，斯蒂尔逼他把钱交给谢丽尔和斯坦的司机。
柯林斯领导了一次对卢和卡尔住所的联邦调查局突袭，但发现房子已被清空。格雷西从谢丽尔在赎金影片中使用的密码语言中推断出她和斯坦被带到了金银岛。到达后，她和萨姆与卢和卡尔发生了战斗。卡尔透露谢丽尔和斯坦被绑在酒店的其中一艘海盗船上，他们计划将船沉没。格雷西救出了斯坦和谢丽尔，但由于她的服装被大炮压住而困在水下；萨姆赶来救了她。谢丽尔和杰夫开始了恋情，而在柯林斯试图抢救援功劳后，格雷西将这个追名逐利的人推入水中。格雷西辞去代言人职务，重返外勤工作，与萨姆成为搭档。

## 演員
- 珊卓·布拉克 饰 格雷西·哈特
- 蕾吉娜·金 饰 萨姆·富勒
- 恩里克·莫西亞諾 饰 杰夫·福尔曼
- 威廉·夏特纳 饰 斯坦·菲尔兹
- 厄尼·哈德森 饰 麦克唐纳
- 希瑟·伯恩斯（Heather Burns） 饰 谢丽尔
- 狄爾里奇·巴德 饰 乔尔
- 崔特·威廉斯 饰 柯林斯
- 亚伯拉罕·本鲁比（Abraham Benrubi） 饰 卢·斯蒂尔
- 尼克·奧佛曼 饰 卡尔·斯蒂尔
- 艾琳·布伦南 饰 卡罗尔·菲尔兹
- 伊麗莎白·羅姆 饰 珍妮特
- 莱斯莉·格罗斯曼（Leslie Grossman） 饰 帕姆
- 露西亚·斯特鲁斯（Lusia Strus） 饰 贾宁
- 亚当·勒费夫尔（Adam Lefevre） 饰 酒保

此外，雷吉斯·菲爾賓和乔伊·菲尔宾夫妻、奥克塔维亚·斯宾塞和桃莉·巴頓在片中友情客串出演自己，而时任拉斯维加斯（KSNV）电视新闻主播苏·特里帕西（Sue Tripathi）也短暂出现在片中，饰演CNN记者。

## 製作
珊卓·布拉克和编剧马克·劳伦斯（Marc Lawrence）最初没有计划制作续集。在拍摄《貼身情人》时，布拉克和劳伦斯开玩笑地讨论了《麻辣女王》续集的想法，其中一些想法据布拉克所说“并非完全不切实际”。拉斯维加斯在第一部电影的早期版本中出现过，但最终被从剧本中删除。2004年4月12日，南内华达州开始了为期五周的拍摄。约一半的电影场景计划在拉斯维加斯拍摄。
主要拍摄地点有金银岛和威尼斯人度假村。金银岛的场景包括其《TI海妖》（Sirens of TI）海盗表演，这是首次在电影中出现，拍摄時不向公众開放。其他拍摄地点還有歡迎來到絢麗的拉斯維加斯招牌和克朗代克酒店和赌场（Klondike Hotel and Casino）。2004年5月，拍摄在劳埃德·D·乔治联邦区法院进行，法院在片中作为联邦调查局总部使用。拉斯维加斯的拍摄于2004年5月中旬结束，随后转移到洛杉矶进行六周的拍摄，最后在纽约进行了短暂的拍摄。布拉克还參與了这部电影的製作工作，并表示，“这确实会带来一种精神分裂的体验。有时我宁愿表演。”
布拉克在宣传电影期间评论了她想要讲述的故事类型：
“我希望女性能够在喜剧中做与男性相同的事情，并说，‘这就是一部喜剧。’为什么必须总是一部浪漫喜剧？为什么女孩必须和男孩在一起？为什么不能是一部搭档电影？”

## 評價

### 票房
电影在全球票房收入达到1.01亿美元。

### 影評
影片受到影评人的负面评价。在爛番茄网站上，基于147条评论，影片的好评率为15%。批评共识写道：“珊卓·布拉克依然迷人；可惜电影不够出色。”在Metacritic上，基于33位评论家的评论，影片的评分为34/100分，表明“总体不佳”。影院评分调查的观众给影片打了B级评分。
《綜藝》杂志的罗伯特·科勒（Robert Koehler）称这部电影“无聊且无害”。罗杰·埃伯特在《芝加哥太陽報》称这部续集“完全多余”，并表示“没有理由真的去看它。”

## 家庭媒體
电影的DVD和VHS版本于2005年发布。2009年，发行了包括第一部电影的双片版本。